# Abstammungsgutachten (DNA-Analyse)
Es gibt verschiedene Arten von Abstammungsgutachten, einige davon stützen sich auf die Analyse der DNA der beteiligten Lebewesen.

## Anwendung
Der häufigste Anwendungsfall beim Menschen ist die Überprüfung des von der Mutter angegebenen Vaters, häufig als Vaterschaftstest bezeichnet. Hierbei wird der Mann, dessen potentielle Vaterschaft zu prüfen ist, Putativvater genannt, eine Wortverbindung mit dem lateinischen Verb putare („glauben“); es meint den gutgläubigen Vater nach dem alten Römischen Rechtssprichwort: „Der Vater ist immer ungewiss“ (Pater semper incertus est), im Gegensatz zu: „Die Mutter ist immer gewiss“ (Mater semper certa est). Daraus folgte bei den Römern: „Vater ist [nur], wer durch die Heirat als solcher erwiesen ist“ (Pater est, quem nuptiae demonstrant). Seit 1992 erklärt auch das deutsche Bürgerliche Gesetzbuch in § 1591 zur Mutterschaft: „Mutter eines Kindes ist die Frau, die es geboren hat“ (vergleiche Unsicherer Vaterschaftsnachweis, Scheinvater).
Die Anwendung einer DNA-Vaterschaftsanalyse unterliegt in einigen Ländern gesetzlichen Regelungen, so auch in Deutschland (vergleiche Vaterschaft im deutschen Recht).

## Verfahren

### Von Menschen werden Proben entnommen
Die Gewinnung von DNA-Profilen ist immer ein Eingriff in das Persönlichkeitsrecht. Daher muss immer das Einverständnis dieser Person vorliegen oder dieses muss durch einen Gerichtsbeschluss ersetzt werden. Die Identität der Testpersonen muss zuverlässig überprüft und dokumentiert werden. Um eine Verwertbarkeit auch vor Gerichten zu gewährleisten, sind die entsprechenden Anforderungen der Gesetze des jeweiligen Landes zu berücksichtigen.
Proben, die DNA enthalten, können aus nahezu allen Körpermaterialien gewonnen werden. In der Regel geschieht dies mittels Speichelproben (Mundschleimhautabstrichen), seltener aus Blutproben oder Haaren mit Haarwurzeln.
Besonderheiten ergeben sich im Fall eines pränatalen Abstammungsgutachtens.

### Aus Proben werden Zahlen
Die entnommenen Proben werden im Labor zunächst mit chemischen und physikalischen Methoden bearbeitet, um die DNA aus den Körperzellen zu gewinnen. Liegt die DNA in ausreichender Menge und Qualität vor, werden ausgesuchte Abschnitte der DNA durch die sogenannte Polymerase-Kettenreaktion (PCR, polymerase chain reaction) vervielfältigt. Bei diesen DNA-Abschnitten handelt es sich von 1985 bis 1998 meist um Minisatelliten-DNA (auch VNTRs = „variable number of tandem repeats“ genannt), seitdem meist um Short Tandem Repeat-Marker, welche per STR-Analyse untersucht werden. Diese bestehen aus einer variablen Anzahl an Wiederholungen einer Sequenz von Basenpaaren. Die Anzahl der Sequenzwiederholungen wird vererbt und variiert von Mensch zu Mensch.
Die so gewonnenen DNA-Abschnitte werden üblicherweise mit Fluoreszenz-Farbstoffen markiert. In sogenannten Kapillar-Sequencern wird exakt deren Länge bestimmt, um auf die Anzahl der Wiederholungen rückzuschließen.
Nach der aktuellen „Richtlinie der Gendiagnostik-Kommission (GEKO) für die Anforderungen an die Durchführung genetischer Analysen zur Klärung der Abstammung und an die Qualifikation von ärztlichen und nichtärztlichen Sachverständigen gemäß § 23 Abs. 2 Nr. 4 und Nr. 2b GenDG“ vom 17. Juli 2012 müssen mindestens 15 Genorte (Marker) untersucht werden, sofern DNA-Proben von Vater, Mutter und Kind getestet werden. Werden nur Proben von Vater und Kind getestet, gibt es erweiterte Vorgaben. Derzeit (Stand 2013) werden üblicherweise Genorte wie D3S1358, TH01, D21S11, D18S51, Penta E, D5S818, D13S317, D7S820, D16S539, D2S1338, D19S433, CSF1PO, Penta D, Amelogenin, vWA, D8S1179, TPOX, SE33, D1S1656, D2S441, D10S1248, D12S391, D22S1045 und FGA untersucht. An jedem Genort werden zwei Erbmerkmale bzw. Allele festgestellt. Diese Erbmerkmale werden notiert. Es liegt nun ein DNA-Profil vor, auch genetischer Fingerabdruck (genetic fingerprint) genannt.

### Aus Zahlen werden Wahrscheinlichkeiten
Bei jedem untersuchten Menschen liegen für jeden Genort nun ein bis zwei Erbmerkmale vor. Diese Erbmerkmale müssen im Allgemeinen unter den Erbmerkmalen der Eltern am selben Genort vorhanden sein, sie können aber auch durch Mutation entstanden sein. Daher steigt die Aussagekraft eines Abstammungsgutachtens mit der Anzahl der untersuchten Genorte und der Variabilität und Mutationsarmut der Erbmerkmale an diesen Genorten.
Je näher das Verwandtschaftsverhältnis zwischen zwei Personen ist, desto sicherer lässt sich eine Verwandtschaft feststellen bzw. ausschließen. Je mehr Informationen zu einer Person oder ihren Verwandten mit Sicherheit vorliegen, desto leichter ist mit diesen Zusatzinformationen die Verwandtschaft weiterer Personen festzustellen.
In dem häufigsten Anwendungsfall, der Feststellung der Elternschaft, lässt sich die Wahrscheinlichkeit wesentlich steigern, wenn nicht nur das DNA-Profil von einem Elternteil und dem Kind, sondern von beiden Elternteilen vorliegt. Kennt man das DNA-Profil eines Elternteils mit Sicherheit, so lässt sich meist festlegen, welche Merkmale das Kind von diesem geerbt hat. Die übrigen Merkmale müssen dann von dem anderen Elternteil stammen (oder durch Mutation entstanden sein).
Ein Sachverständiger berechnet bei den gefundenen Übereinstimmungen bzw. Nicht-Übereinstimmungen die Wahrscheinlichkeit, dass diese Mutationen zufällig sind bzw. dass sie tatsächlich auf einer biologischen Elternschaft basieren. Hierbei muss zunächst für jeden einzelnen DNA-Marker geprüft werden, mit welcher Häufigkeit das übereinstimmende Merkmal in der Bevölkerung vorkommt. Ist ein Allel sehr weit verbreitet, ist die Wahrscheinlichkeit für eine zufällige Übereinstimmung zwischen zwei Menschen relativ hoch. Ist das gemeinsame Allel jedoch eher selten in der Bevölkerung zu finden, ist die Wahrscheinlichkeit für eine Zufalls-Übereinstimmung gering. Diese Berechnungen werden für alle untersuchten DNA-Marker einzeln durchgeführt, die Ergebnisse multipliziert und so die Wahrscheinlichkeit für eine Elternschaft berechnet.

### Aus Wahrscheinlichkeiten werden Ja/Nein-Aussagen
Stimmen ein Kind und ein Elternteil in mindestens vier von mindestens fünfzehn untersuchten Markern nicht überein, ist die (je nach Fragestellung) väterliche bzw. mütterliche Abstammung „praktisch ausgeschlossen“. Es gibt eine gewisse Wahrscheinlichkeit, mit der auch in diesem Fall eine biologische Abstammung bestehen mag, diese ist jedoch extrem gering.
Bei der Untersuchung von 15 oder mehr unabhängig vererbten Markern liegt je nach individuell vorliegenden Erbmerkmalen die Wahrscheinlichkeit einer Elternschaft über 99,9 %. Liegen sehr seltene Erbmerkmale vor, kann die Wahrscheinlichkeit noch wesentlich größer sein. Liegen dagegen viele häufige Erbmerkmale vor, dann kann die Wahrscheinlichkeit geringer sein. Um die Wahrscheinlichkeit zu erhöhen, sind zusätzliche Merkmale zu untersuchen: Mit jeder zusätzlichen Übereinstimmung steigt die Wahrscheinlichkeit der Elternschaft.
Vor Gerichten in Deutschland und Österreich wird eine Wahrscheinlichkeit von mehr als 99,9 % mit dem Prädikat „Vaterschaft praktisch erwiesen“ versehen.
Im Allgemeinen wird untersucht, wie groß die Wahrscheinlichkeit der Abstammung eines Kindes zu einer bekannten Person im Vergleich zu einer beliebigen Person ist. Ist jedoch bei nahe verwandten Personen zu entscheiden, wer als Vater bzw. Mutter in Frage kommt, sind die Wahrscheinlichkeiten wesentlich geringer, weil die genetische Verwandtschaft unter den potentiellen Erzeugern größer ist als bei zu testenden nicht verwandten Personen. In diesem Fall sind entsprechend mehr Marker zu untersuchen, bis auch hier die gewünschte Wahrscheinlichkeit erreicht wird.

### Zuverlässigkeit
Verwechslungen, Manipulationen und Fehler bei der Abnahme, auf dem Postweg oder im Labor beeinträchtigen die Zuverlässigkeit. Ferner kann mangelnde Qualifikation des Labors die Zuverlässigkeit mindern. Die Zuverlässigkeit kann durch entsprechende Qualitätskontrollen untersucht werden. Daher gilt in Deutschland seit 2011 die Akkreditierungspflicht nach DIN EN ISO IEC 17025 für Labore, die Vaterschaftstests anbieten. Genaue Vorgaben zur Qualitätssicherung und zur Qualifikation von Sachverständigen sind in Deutschland durch die GEKO-Richtlinien festgelegt worden.
Ringversuche werden europaweit von dem IFG Münster (GEDNAP) und der Deutschen Gesellschaft für Abstammungsbegutachtung (DGAB) organisiert. Beim Ringversuch unterziehen sich die teilnehmenden Labore einer externen Qualitätskontrolle ihrer DNA-Analysen.
In Amerika stellen Zertifizierungen die Qualität sicher. Das AABB-Zertifikat hat sich hier durchgesetzt.
Verbände und Vereine, deren Mitglieder sich meist freiwillig zur Einhaltung selbst auferlegter Qualitätsstandards verpflichten, steigern die Qualität ebenfalls, wie z. B. der Bundesverband der Sachverständigen für Abstammungsbegutachtung.

### Vergleichbarkeit
Die Messergebnisse verschiedener Labore, insbesondere aus verschiedenen Ländern, können sich unterscheiden. Es gibt keinen globalen Standard welche Genorte untersucht werden sollen. Es gibt Bestrebung auf europäischer Ebene, einheitlich dieselben Genorte zu verwenden.

### Ergebnis
Beispiel für ein Abstammungsgutachten:

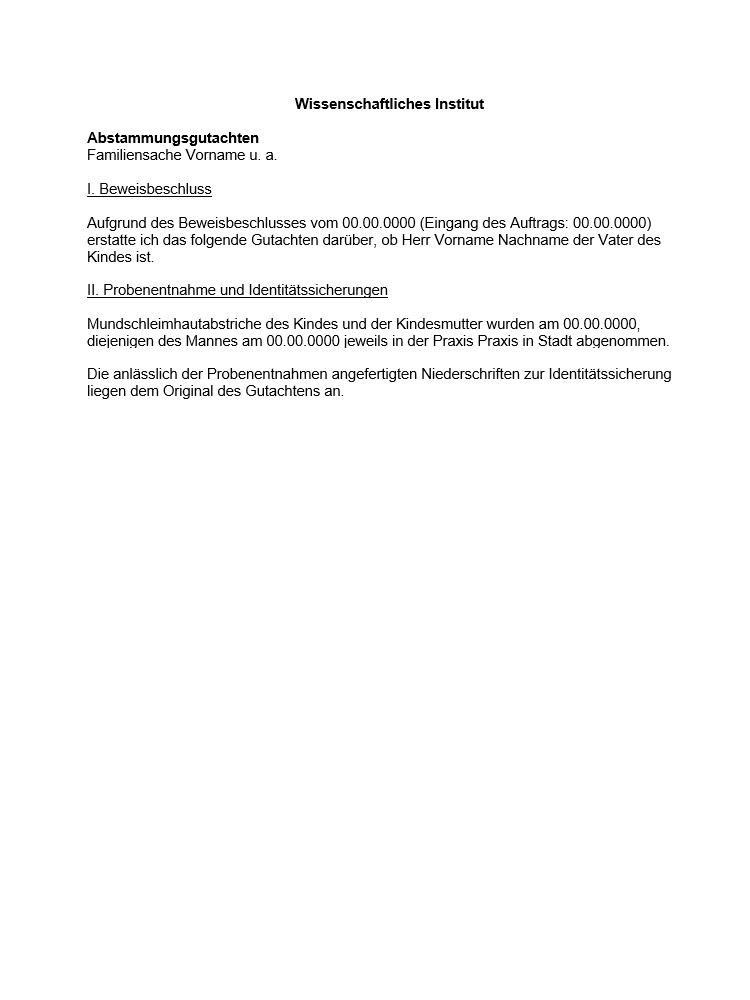
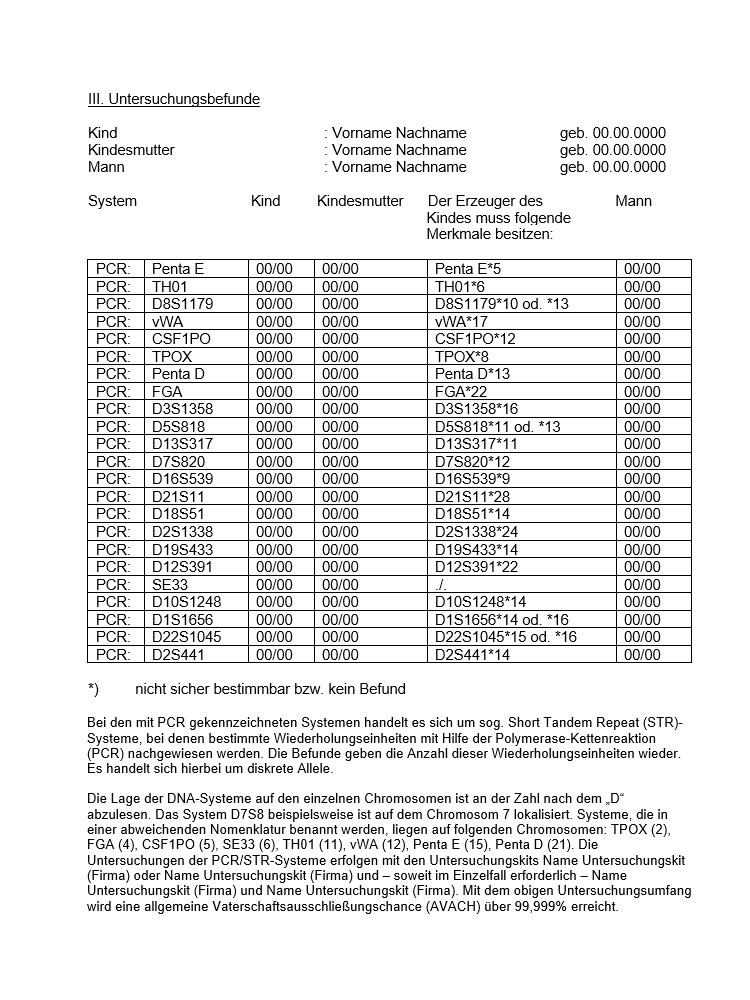
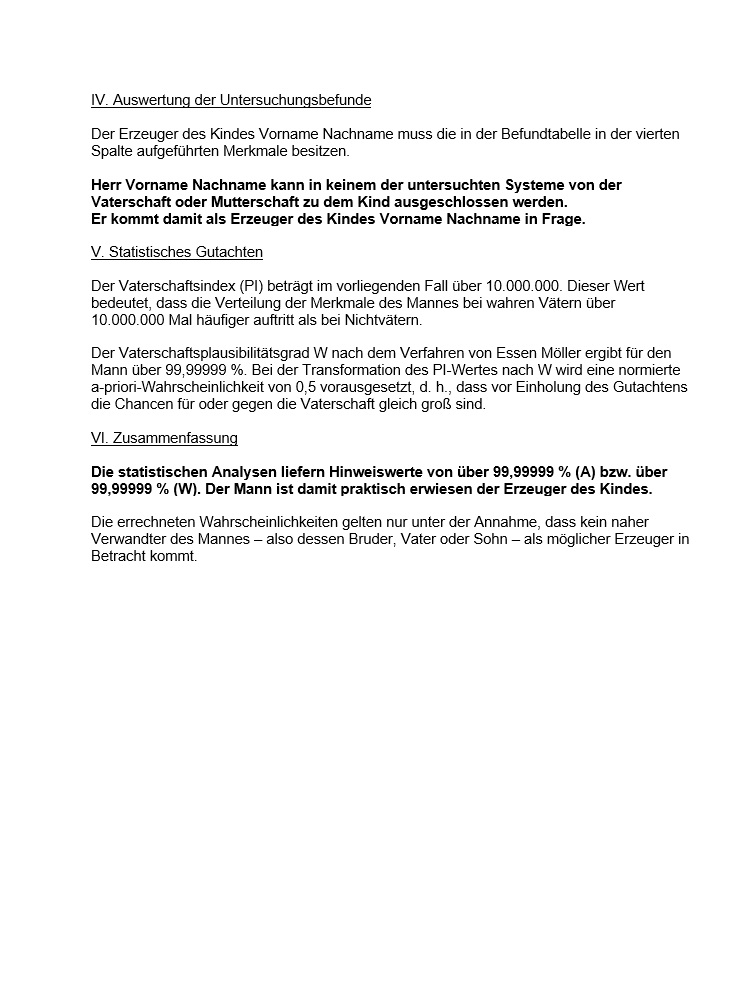
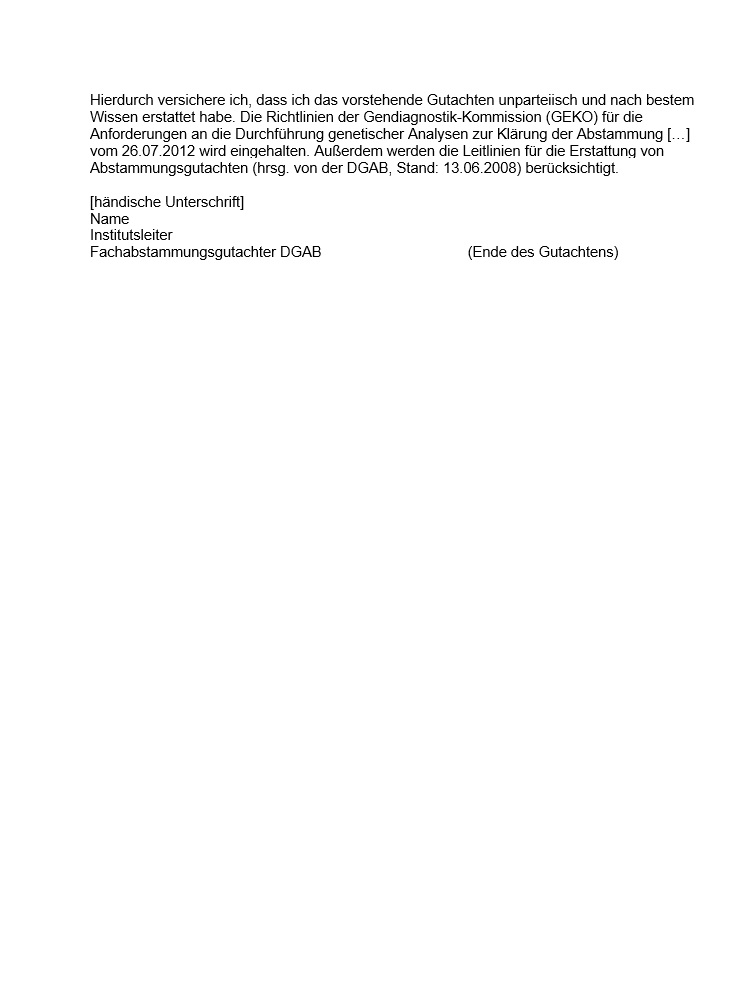

## Grenzen der Gutachten
Eineiige Zwillinge besitzen ein bis auf Mutationen ununterscheidbares DNA-Profil, so dass der übliche DNA-Test i. d. R. nicht in der Lage ist, zwischen ihnen zu differenzieren. In einem Fall wurden über 1000 Genorte untersucht, ohne eine Entscheidung treffen zu können. Trotzdem gilt: Je mehr Genorte untersucht werden, desto wahrscheinlicher ist es, dass Unterschiede im DNA-Profil gefunden werden.
Wenn eine Person eine Knochenmarkspende erhalten hat, dann ist die DNA, die an seine Abkömmlinge übertragen wird, nicht mehr mit der DNA in seinem Blut identisch.

## Geschichte
Die mechanisierbaren preisgünstigen DNA-basierten Untersuchungsmethoden stehen seit etwa 1995 zur Verfügung.

## Deutschland

### Rechtslage zur Feststellung der Vaterschaft
Das Bürgerliche Gesetzbuch regelt in § 1598a, dass jeder Betroffene (also jedes Kind, jede zweifelnde Mutter und jeder gesetzliche Vater – nicht aber der biologische aber nicht gesetzlich anerkannte Vater) das Recht auf Durchführung eines Vaterschaftstests hat. Der Betroffene kann ein Labor seiner Wahl beauftragen. Sollte bisher noch kein gerichtsverwertbares Abstammungsgutachten vorliegen, so wird die Zustimmung eines Beteiligten, der die Teilnahme verweigert, durch einen richterlichen Beschluss des Familiengerichts ersetzt, sodass trotz Weigerung ein legaler Test durchgeführt werden kann. Die Gerichtskosten für diesen Beschluss sind gering; ein Rechtsanwalt ist nicht nötig.
Abstammungsgutachten, bei denen nicht das Einverständnis des gesetzlichen Vertreters vorliegt, sind gesetzlich verboten. Sie werden auf Antrag als Ordnungswidrigkeit verfolgt und für den Auftraggeber mit Geldbuße von bis zu 5.000 Euro geahndet, für das durchführende Labor mit Geldbuße bis zu 300.000 Euro. Dies gilt für alle Auftraggeber, auf die das deutsche Recht anwendbar ist, unabhängig davon, wo sie die Gutachten vornehmen lassen.
Pränatale Untersuchungen der Vaterschaft sind gemäß dem Gendiagnostikgesetz nur Vergewaltigung und anderen schweren Sexualstraftaten erlaubt, um bei einer Schwangeren, die in der Empfängniszeit freiwillig mit einem anderen Mann Vaginalverkehr hatte, festzustellen, ob ein Schwangerschaftsabbruch kriminologisch indiziert ist.
Geschichte
Abstammungsgutachten, bei denen nicht das Einverständnis beider Elternteile und des Kindes bzw. dessen Erziehungsberechtigten vorlag, sogenannte heimliche Vaterschaftstest, waren bis zum Inkrafttreten des § 1598a BGB am 1. April 2008 ein großer Streitpunkt.
Es wurde lange diskutiert, wie mit dem Thema der Vaterschaftstests umzugehen sei. Einige Gerichte sahen das Recht auf Information des angeblichen Vaters (oder des Kindes, das seine Abstammung prüfen wollte) als Grundrecht an. Da in bestimmten Situationen zum Schutze des Kindes oder zur Wahrung der Familie ein heimlicher Test berechtigt sei, müssten heimliche Tests straffrei bleiben. Andere Richter sahen in heimlichen Tests einen Verstoß gegen das Recht auf informationelle Selbstbestimmung und erklärten heimliche Tests deshalb für rechtswidrig. Diese Auffassung gilt vor allem deshalb als zweifelhaft, da das Kind ja meist rechtlich durch seine Mutter vertreten wird, die aus Eigeninteresse den Test verhindern könnte, und dadurch dem Kind das Recht auf Kenntnis der eigenen Abstammung verwirken würde. Einigkeit herrschte jedoch jederzeit darüber, dass heimliche Tests manipulierbar seien und deshalb nicht als Beweis bei Behörden oder Gerichten zuzulassen seien.
Ein legaler Test konnte durch Weigerung eines Beteiligten verhindert werden.

### Rechtslage der Labore
Abstammungsgutachten dürfen laut Gendiagnostikgesetz nur von Medizinern und Sachverständigen mit entsprechender Qualifikation (langjährig als Abstammungsgutachter tätige Naturwissenschaftler mit abgeschlossener Hochschulausbildung) angeboten werden. Die Probenabnahme wird durch Arzt/Behörde/Labor durchgeführt und dokumentiert; andere Probenabnahmen sind nicht zulässig. Ebenfalls vorgeschrieben ist eine Beratung bzw. Aufklärung der Betroffenen durch den Sachverständigen sowie das schriftliche Einverständnis zur Entnahme der Proben sowie zur Durchführung des Tests. Alle Beteiligten können jederzeit das Einverständnis widerrufen und haben das Recht auf Nichtwissen.
Das Labor muss ab 1. Februar 2011 akkreditiert sein (ISO 17025). Akkreditierungen werden in Deutschland im gesetzlich geregelten Bereich nur von der DAkkS (Deutsche Akkreditierungsstelle) vorgenommen. Außerdem müssen die Labore geeignete Qualitätssicherungs-Maßnahmen ergreifen. Hierzu zählt auch der Nachweis der erfolgreichen Teilnahme an Ringversuchen. Die Bedingungen für die Probennahme wird von den Laboren festgelegt und ist jeweils im Qualitätsmanagement-Handbuch dieser Einrichtungen hinterlegt.
Zur Umsetzung des Gesetzes wurde eine Gendiagnostik-Kommission berufen, die sich mit den Widersprüchen zu anderen Gesetzen, der praktischen Umsetzung in Medizin und Wissenschaft sowie mit der Erarbeitung von Empfehlungen befasst.
Geschichte
Die zuvor dargestellte Gesetzeslage gilt seit 1. Februar 2010.
Nicht gesetzlich geregelt war bis dahin, wer Vaterschaftstests anbieten darf, seriöse Anbieter waren schwerlich auszumachen. Viele Anbieter waren fachfremd (sogenannte Vermittler), hatten kein eigenes Labor und schickten die Proben per Post zu möglichst billigen Laboren, oftmals in Australien, Singapur oder Tschechien. Medizinische Anbieter hatten nicht zwangsläufig die wissenschaftliche Ausbildung, die für Durchführung und Berechnung nötig ist.
Die Durchführung heimlicher Vaterschaftstests ist auch für die Labore als Ordnungswidrigkeit eingestuft, Geldstrafen sind möglich. Private Testanbieter wiesen jedoch nur darauf hin, dass die Zustimmung des getesteten Kindes wie auch der indirekt betroffenen Mutter gefordert ist und fragten nicht direkt nach.

### Statistische Angaben
Nach einer Umfrage aus dem Jahre 2004 machen 93 % der Männer die Akzeptanz eines Kindes als das eigene von der tatsächlichen, biologischen Vaterschaft abhängig.
Bei etwa 20 % der durchgeführten Vaterschaftstest wird eine Vaterschaft ausgeschlossen.
2004 wurden etwa 40.000 Vaterschaftstests in Deutschland durchgeführt. 2007 wird von 30.000 Tests pro Jahr gesprochen.

### Privattest vs. Behördentest
Das Prozedere ist bei allen Varianten identisch. Es wird immer ein Arzt oder Sachverständiger für die Probenentnahme benötigt. Probenentnahmen durch andere Personen sind verboten. 
Der Unterschied besteht im Prinzip nur im Auftraggeber. Gerichtsgutachten sind jedoch durch die zusätzlichen Verfahrenskosten teurer.

### Privatlabor oder Rechtsmedizin
Alle Labore müssen nach der Norm DIN/EN ISO 17025 akkreditiert sein und rechnen die Kosten privat ab.

### Kosten
Im August 2007 kostete ein im Rahmen eines Prozesses durchgeführtes Abstammungsgutachten mit Hilfe einer DNA-Analyse für insgesamt drei Personen etwa 1.000 Euro. Obergrenzen für die Kosten legt das JVEG fest.
2017 kostete ein juristisch verwertbarer Vaterschaftstest, mit einer Zuverlässigkeit von 99,9 % durch Prüfung von mindestens 21 Markern und identitätsgesicherter Probennahme ab 80 € pro Person, für Vater und ein Kind also 160 €. Eventuelle Kosten für die Probenentnahmen sind darin nicht enthalten.

## Andere Länder
Eine einheitliche Regelung für den Umgang mit heimlichen Tests innerhalb der EU ist nicht absehbar. In manchen Ländern sind sie verboten und strafbewehrt, in anderen nicht. In Österreich sind heimliche Abstammungsgutachten, etwa durch ledige Väter ohne Obsorge, wegen Eingriffs in die Persönlichkeitsrechte eines Kindes untersagt, werden aber nicht bestraft.

## Abgrenzung
Abstammungsgutachten sind keine Gentests im Sinne der Gendiagnostik: Es werden keine Erkenntnisse über Eigenschaften der Testpersonen gewonnen. Nur die Bereiche zwischen den Genen werden analysiert. Informationen über defekte Gene und/oder Erbkrankheiten erhält man dabei nicht.